# Ванда Клафф
Ванда Клафф (Wanda Klaff; 6 березня 1922, Данциг — 4 липня 1946, Гданськ) — наглядачка жіночих концентраційних таборів, нацистська злочинниця.

## Біографія
Клафф народилася в Данцигу у німецьких батьків, отримавши ім'я Ванда Кульчінські. Закінчила школу в 1938 році, після чого влаштувалася на фабрику з виробництва варення. У 1942 році вона вийшла заміж за Віллі Гапеса, стала домогосподаркою. У 1944 році Ванда приєдналася до персоналу концтабору Прауст в місті Прущ-Гданський, де жорстоко поводилася з багатьма в'язнями. 5 жовтня 1944 року перевелася в концтабір Штуттгоф на північному заході Польщі. На початку 1945 року Клафф втекла з табору, але 11 червня була арештована польськими чиновниками, після чого поміщена у в'язницю з черевним тифом.
Клафф постала перед судом разом з іншими жінками-охоронцями. На суді вона заявила: «Я дуже розумна і була дуже віддана своїй роботі. Кожен день я вдаряла як мінімум двох в'язнів.» Вона була визнана винною і засуджена до смертної кари. 4 липня 1946 року 24-річна Клафф була публічно повішена на пагорбі Біскупія Горка, поблизу Гданська.